# アリュエニス
アリュエニス（紀元前6世紀ごろ）はヘロドトスによればリュディア王アリュアッテスの娘で、クロイソス王の姉妹である。

## 家族
アリュエニスはメディア王国の王アステュアゲスの王妃である。日食の戦いののち、メディア王国の王キュアクサレス2世とリュディアの王アリュアッテスの間の平和条約に従ってアステュアゲスのもとに嫁いだ。 。
マンダネはアステュアゲスの娘だが、ヘロドトスはアリュエニスがマンダネの母であるとは書いていない 。マンダネはアンシャン王カンビュセス1世へ嫁いだとされるので、カンビュセス1世の子のキュロス2世の生年を考慮すれば、マンダネはアリュエニスがアステュアゲスに嫁ぐよりも前に生まれた可能性がある。ただしそもそもマンダネとカンビュセス1世の結婚は疑わしい。いずれにせよアリュエニスはアステュアゲスの最初の妻ではなかっただろうと推測される。